# 滕宣公
滕宣公，姬姓，名嬰齊，為春秋諸侯國滕国君主之一，是滕國第18任君主，滕叔繡第十七世孫。鲁僖公十九年（前641年），宋襄公借会盟之机扣押了滕宣公。